# Messe du Souvenir des Charcutiers à Saint-Eustache

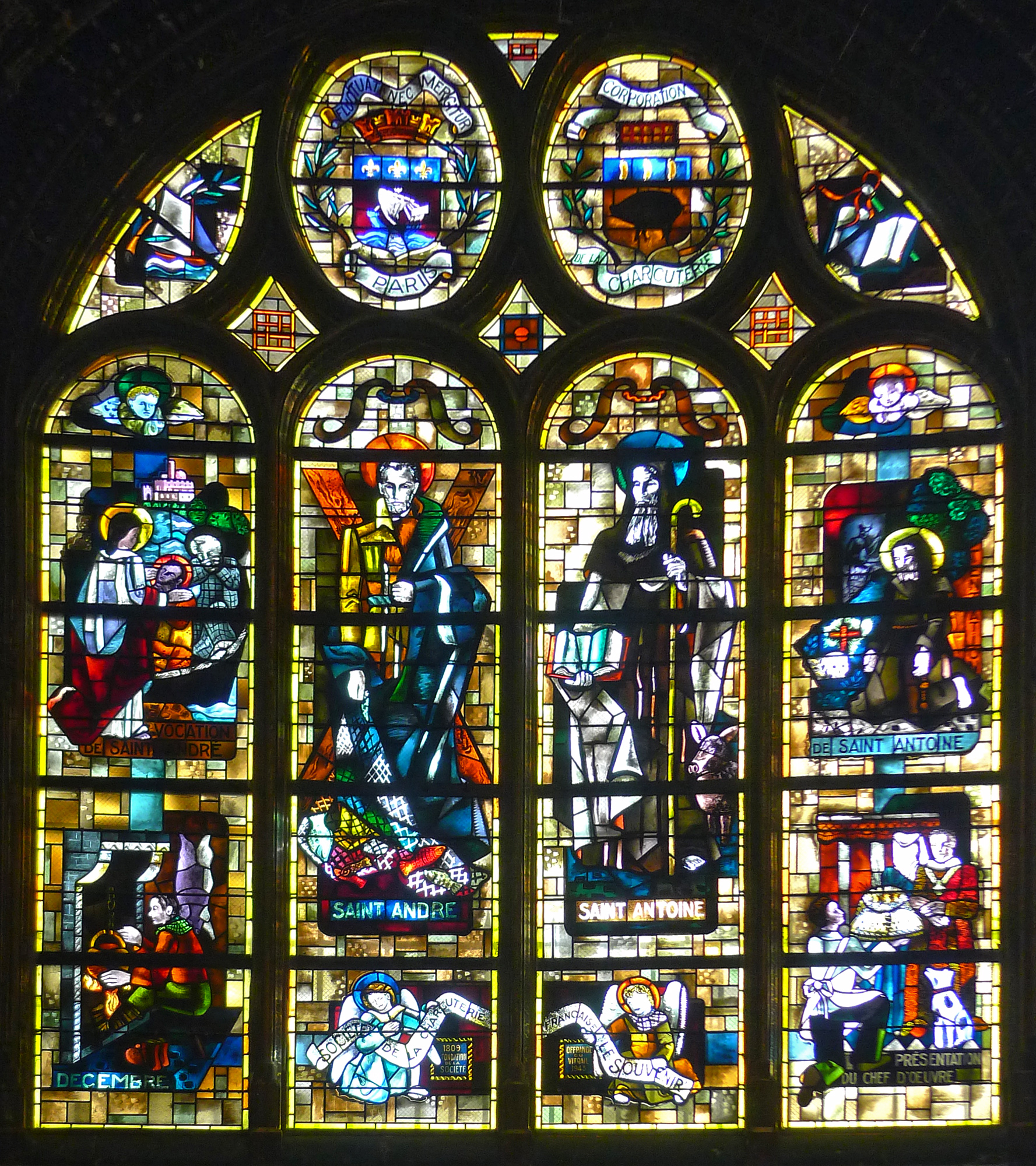
Vitrail situé dans la chapelle Saint-André et offert en 1945 en l'honneur de la société de la charcuterie française fondée en 1809.

La messe du Souvenir des Charcutiers à Saint-Eustache, est une cérémonie religieuse organisée par l’association de la charcuterie française « Le Souvenir » dans l'église Saint-Eustache de Paris depuis 1809.

## Historique

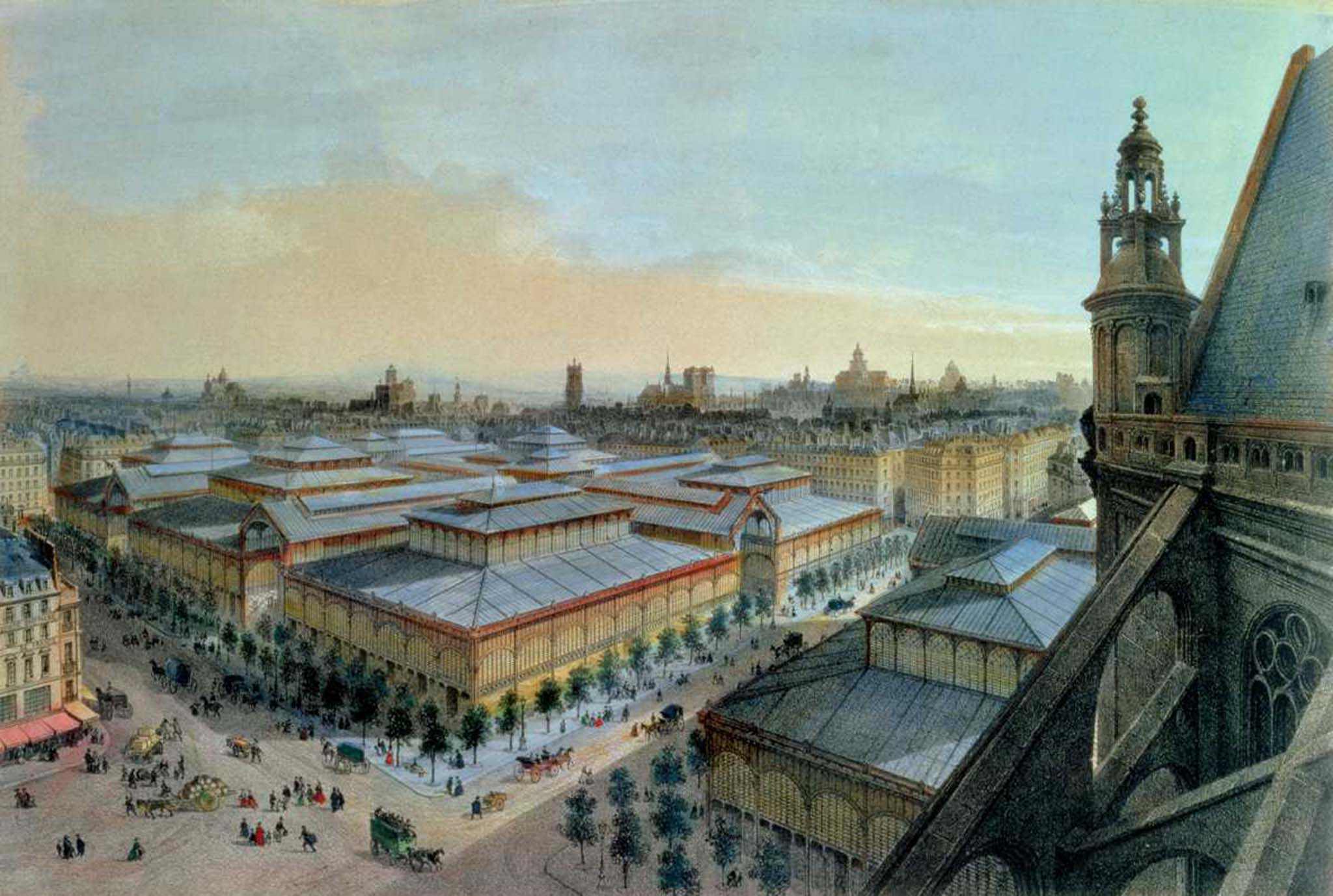
Les Halles de Paris depuis le toit de l'église Saint-Eustache en 1870

La chapelle Saint-André, également dénommée « chapelle des charcutiers » est investie depuis le XVIIe siècle par la corporation des charcutiers. Cette chapelle abrite le vitrail de Saint André et de Saint Antoine, saints patrons des charcutiers, offert en 1945 en l’honneur de la société de la charcuterie française fondée en 1809.
Une messe est célébrée en souvenir des charcutiers décédés, sans interruption depuis 1808 dans cette église située au cœur du quartier des halles dans le 1er arrondissement qui fut durant pendant plusieurs siècles l'édifice religieux attaché aux Halles de Paris, marché de vente en gros de produits alimentaires frais. Ce marché central qui regroupait plus de trois cent artisans charcutiers durant la période la plus faste, fut transféré à Rungis à la fin des années 1960,.
La 212e messe du Souvenir des charcutiers-traiteurs a été célébrée en l’église Saint-Eustache de Paris le dimanche 21 novembre 2021, à 18 h 30, avec la participation musicale de Les Chanteurs de Saint-Eustache, des organistes titulaires et chantre de la paroisse.

## Organisation et déroulement
Cette manifestation religieuse est organisée par l’association de la charcuterie française « Le Souvenir » avec les membres de la Confrérie des Chevaliers de Saint Antoine, un des saint patrons des charcutiers et la présence du meilleur ouvrier de France de la profession. À l'issue de la cérémonie religieuse un buffet est organisé à l'intention des visiteurs et des participants, sans oublier les plus démunis qui reçoivent de la part de la confrérie des produits de charcuterie et de pâtisserie pour la période de Noël.
À la suite d'un incendie qui détruisit toute la partie basse du lieu, l’association du Souvenir de la Charcuterie française a désiré réactiver l’histoire et la mémoire de la chapelle en faisant appel au plasticien suisse John M. Armleder, artiste contemporain, qui a créé un ensemble d’éléments amovibles respectant les principes des bâtiments historiques. Cet aménagement fut inauguré en l'an 2000. Deux peintures ont été réalisées dans l’église et placées sous les deux peintures murales attribuées au peintre Isidore Pils. Une table de verre, placée sous le vitrail central, supporte une urne en verre. Lors de la messe annuelle consacrée à cette corporation depuis 1809, une feuille sur laquelle sont inscrits les noms des charcutiers morts dans l’année est déposée dans un urne en verre. Participant à la cérémonie, l’œuvre acquiert toute sa dimension symbolique en gardant et rendant visible la mémoire de cette corporation. Au fil des années, les feuilles s’accumulent dans l’urne ce qui témoigne d’une œuvre ouverte qui évolue au fil du temps.